# Пальмитат свинца(II)
Пальмитат свинца(II) — химическое соединение,
соль свинца и пальмитиновой кислоты
с формулой Pb(C15H31COO)2,
белый порошок.

## Физические свойства
Пальмитат свинца(II) образует белый порошок.
Не растворяется в воде, растворяется в эфире, этаноле.